# Celadonite
La celadonite è un minerale appartenente al gruppo delle miche (serie della muscovite).. È imparentato al gruppo di minerali noti come Illite. È un fillosilicato basico di potassio, ferro e magnesio che non contiene Alluminio, intermedio tra la smectite e la mica. Spesso si ritrova associata alle zeoliti. È un minerale molto simile alla mica Glauconite. Fu trovata nel 1847 sul monte Baldo, in provincia di Verona, perciò veniva anche chiamata terra di Verona. Il nome deriva dal francese celadon (verde marino).

## Abito cristallino
Si presenta in minute scaglie micacee o in aggregati terrosi (terra verde). I cristalli non possono essere distinti a occhio nudo o con una lente, analogamente ad altri minerali argillosi. A uno sguardo superficiale, la si può confondere con i minerali del Rame (metallo completamente assente nella Celadonite) a causa dell’intenso colore verde.

## Origine e giacitura
Si ritrova come una terra verdastra che riempie i vuoti nelle geodi dei basalti alterati. In alcuni casi, ha un’origine idrotermale. Spesso è inclusa in altri minerali come, ad esempio, l'heulandite, o l’apofillite, a cui fornisce un caratteristico colore verde. La celadonite può contenere impurezze di manganese, ferro e sodio.

## Località di rinvenimento
La Celadonite è stata segnalata a Planitz e a Zwickau in Sassonia (Germania), a Idar-Oberstein in Renania-Palatinato in Germania, a Mikhailovskoe Fe deposit, Kursk (Russia) e nelle isole Foroyat in Danimarca. È comune nelle amigdale dei basalti islandesi alterati . Colora di un bel verde mare i cristalli di apofillite e heulandite che si rinvengono nelle colate basaltiche del Deccan in India . In Italia è presente in provincia di Trento a Malga Canalece-San Valentino,
a Brentonico e a Tierno-Besagno..

## Usi
Minerale d'interesse scientifico e collezionistico.